# بيك جروب
بيك جروب هي أكبر شركة عقارية وبناء في روسيا. تعمل الشركة وفروعها بشكل رئيسي في صناعة البناء السكني. تشمل أنشطتها بناء وتطوير المشاريع العقارية السكنية ومبيعات الوحدات المكتملة ، بما في ذلك خدمة وصيانة العقارات السكنية التي طورتها الشركة نفسها ومن قبل المطورين الآخرين ؛ إنتاج وتجميع السكن لوحة الخرسانة في موسكو ومنطقة موسكو ، وكذلك إنتاج وبيع مواد البناء. تعمل الشركة من خلال العديد من الشركات التابعة وأربع شركات تابعة تقع في موسكو ومنطقة موسكو ، روستوف ، كيروف ، كالوغا ، تولا ، نيجني نوفغورود ، كالينينغراد وكذلك في قبرص ، وغيرها. حاليا الشركة مدرجة في البورصة الروسية بنظام التداول الروسي و بورصة موسكو وفي بورصة لندن .
في عام 2016 ، أكملت بيك الاستحواذ على منافس مورتن مقابل 11.7 مليار روبل (189 مليون دولار) ، مما يجعلها أكبر شركة عقارية روسية ، مع محفظة 12.5 مليون متر مربع من الممتلكات.  اشترت شركة بيك أيضًا شركة دي أس كيه جراد ، وهي منشأة لتصنيع وحدات البناء عالية التقنية في كوتوفو . 

## روابط خارجية
- الموقع الرسمي